# 萬國置業
萬國置業有限公司，簡稱萬國置業（英語：Bukit Sembawang Estates Limited，SGX：B61），在1911年建立，前身為「萬國橡膠有限公司」。
現時業務在新加坡和英國經營房地產業務。而總部於250 Tanjong Pagar Road #09-01 St Andrew’s Centre Singapore 088541。而股份在1968年7月29日於新加坡交易所主板上市。
董事長為Cecil Vivian Richard Wong。而總裁為黃志成（Ng Chee Seng）。

## 連結
- BukitSembawang.sg （页面存档备份，存于）